# Toni Kanaet
Toni Kanaet (Split, 4 de septiembre de 1995) es un deportista croata que compite en taekwondo.
Participó en los Juegos Olímpicos de Tokio 2020, obteniendo una medalla de bronce en la categoría de –80 kg. Ganó cuatro medallas en el Campeonato Europeo de Taekwondo entre los años 2016 y 2024.

## Palmarés internacional
| Juegos Olímpicos   | Juegos Olímpicos         | Juegos Olímpicos  | Juegos Olímpicos |
| Año                | Lugar                    | Medalla           | Categoría        |
| ------------------ | ------------------------ | ----------------- | ---------------- |
| 2020               | Tokio (Japón)            | Medalla de bronce | –80 kg           |
| Campeonato Europeo |                          |                   |                  |
| Año                | Lugar                    | Medalla           | Categoría        |
| 2016               | Montreux (Suiza)         | Medalla de plata  | –74 kg           |
| 2018               | Kazán (Rusia)            | Medalla de oro    | –74 kg           |
| 2022               | Mánchester (Reino Unido) | Medalla de bronce | –80 kg           |
| 2024               | Belgrado (Serbia)        | Medalla de oro    | –80 kg           |